# Tomohiro Tsuda
Tomohiro Tsuda (jap. 津田 知宏 Tsuda Tomohiro; ur. 6 maja 1986) – japoński piłkarz występujący na pozycji napastnika. Obecnie występuje w Yokohama FC.

## Kariera klubowa
Od 2005 roku występował w klubach Nagoya Grampus, Tokushima Vortis i Yokohama FC.